# Thrust
Albums de Herbie Hancock
Head Hunters
(1973) Death Wish (Soundtrack)
(1974)
Thrust est le 14ième album de Herbie Hancock, publié le 6 septembre 1974 sur Columbia Records. Il suit l'album "Head Hunters" (1973) de Hancock et a connu le même succès commercial, l'album atteignant même le 13e rang sur la liste du Billboard 200. La composition de "Thrust" est identique à celle du précédent album, sauf que Mike Clark a remplacé Harvey Mason à la batterie. Ce même Mike Clark jouera avec le groupe britannique de jazz fusion Brand X sur deux albums Product et Do They Hurt? publiés en 1979. C'est globalement le quatorzième album de Hancock et le second avec son groupe The Headhunters.
La composition "Actual Proof" a été écrite à l'origine pour le film de 1973, "Spook Who Sat in the Door", et Hancock l'a utilisée sur l'album pour démontrer son style de jeu au piano électrique Fender Rhodes. 
La composition "Butterfly" sera par la suite interprétée sur l'album live "Flood" et sur deux autres albums studio: Direct Step et Dis Is da Drum. "Butterfly" est la pièce d'ouverture de l'album Mahal de Eddie Henderson en 1978, qui met en vedette Hancock aux claviers.

## Titres
Compositions de Hancock sauf mention.
| No | Titre        | Auteur                            | Durée |
| -- | ------------ | --------------------------------- | ----- |
| 1. | Palm Grease  |                                   | 10:38 |
| 2. | Actual Proof |                                   | 9:42  |
| 3. | Butterfly    |                                   | 11:17 |
| 4. | Spank-A-Lee  | Hancock, Mike Clark, Paul Jackson | 7:12  |

## Musiciens
- Herbie Hancock – Piano électrique Fender Rhodes,  Clavinet Hohner D-6, synthétiseurs ARP Odyssey, ARP Pro Soloist, ARP 2600, ARP String Ensemble
- Bennie Maupin – saxophone soprano et ténor, saxello, clarinette basse, flûte alto
- Paul Jackson – basse
- Mike Clark – batterie
- Bill Summers - percussions